# Red Rat
Red Rat, ook wel RedRat, is een strip getekend door Johannes (John) van de Weert, zanger van Rondos. De uitgaven werden in de jaren 70 en 80 van de 20e eeuw gedaan door Stichting Raket uit Rotterdam, die gelieerd was aan de kraakbeweging en tegenwoordig door een politiek onafhankelijke uitgeverij Papieren Tijger. De strip is getekend in eenvoudige zwart-wit-lijntekeningen, waarbij Red Rat samen met andere ratten en woelmuizen de "linkse rakkers" zijn, terwijl de "kapitalisten" worden getekend als varkens. Bekend ook van met name protestposters uit de jaren 80 van de 20e eeuw is de spotnaam Beapix. De strip is niet geschikt voor jonge lezers doordat er schokkende passages in voorkomen.

## Albums
| Jaar | Verhaal                          | Uitgever            |
| ---- | -------------------------------- | ------------------- |
| 1980 | De avonturen van Red Rat 1       | Raket               |
| 1981 | De avonturen van Red Rat 1 & 2   | Raket               |
| 1981 | De avonturen van Red Rat 3 & 4   | Raket               |
| 1982 | De avonturen van Red Rat 5 & 6   | Raket               |
| 1982 | De avonturen van Red Rat 7 & 8   | Raket               |
| 1983 | De avonturen van Red Rat 9 & 10  | Raket               |
| 2009 | De avonturen van Red Rat 11 & 12 | Papieren Tijger     |
| 2010 | De avonturen van Red Rat 13 & 14 | Het Fort van Sjakoo |

## Trivia
- Er is een artiest die de naam Red Rat draagt en de naam is tegenwoordig onder andere ook in gebruik voor een kledingmerk.